# Roman J. Israel, Esq.
Roman J. Israel, Esq. es una película de drama legal estadounidense del 2017 escrita y dirigida por Dan Gilroy. La película está protagonizada por Denzel Washington, Colin Farrell y Carmen Ejogo, y trata sobre la vida de un idealista abogado defensor (Washington) que se ve implicado en una serie de eventos tumultuosos, los que le llevan a una crisis personal y a tomar medidas extremas.
Roman J. Israel, Esq. fue premiada en el Festival de Cine Internacional de Toronto el 9 de septiembre de 2017. Tras esto tuvo un estreno limitado en los Estados Unidos distribuido Sony, el 17 de noviembre de 2017. La película fue estrenada internacionalmente el 22 de noviembre de 2017, y obtuvo solo USD$13 millones contra los USD$22 millones de presupuesto. La película recibió críticas mixtas pero Washington fue ampliamente alabado por su actuación, recibiendo nominaciones como Premio Oscar al Mejor Actor, Premios Globo de Oro para Mejor Actor, y el Premio del Gremio de Actores de Cine por Actuación Excepcional de Actor Varón en Rol Principal.

## Sinopsis
Roman J. Israel es un abogado que gana 500 dólares por semana en una pequeña firma de abogados en Los Ángeles. En su oficina de dos socios, Israel es responsable de preparar los escritos, a menudo enfocado en los derechos civiles de su defendidos; mientras William Jackson, el fundador de la firma y profesor bien respetado, se enfoca en el cuidado de los aspectos con los que lucha Roman. Israel ha gastado años desarrollando un escrito que cree traerá reforma al uso injusto de la colaboración eficaz que induce siempre a una colaboración con el sistema de justicia mediante la cual las personas procesadas aceptan acordar penas injustas con la acusación por miedo a recibir condenas más altas si van a juicio. Israel, a pesar de tener dificultades con sus habilidades sociales, está dotado de una memoria fenomenal así como convicciones personales fuertes, las cuales ha perseguido a expensas de renunciar a una vida familiar.
Jackson padece un ataque de corazón fatal. La firma quiebra y cierra, pasando a ser manejada por el estudiante graduado de Jackson, George Pierce. Pierce, quién admiró enormemente a Jackson, está impresionado por la mente legal de Israel, ofreciéndole un trabajo en su gran firma. Israel rehúsa esta oferta, creyendo que Pierce es sencillamente un abogado codicioso. Luego, Israel conoce a Maya durante una entrevista de trabajo en una red de activistas locales. La entrevista no va bien, pero Maya le ofrece participar en una próxima reunión para organizar una protesta. Después, Israel, al verse necesitado de dinero, acepta a regañadientes la oferta de trabajo de Pierce.
Israel tiene un aspecto pobre en su empresa nueva, chocando con el número 2 de Jackson, Jesse Salinas, debido a un chiste que hace Salinas sobre los casos de maltrato a mujeres. Después de intentar ganar el interés de Pierce con su escrito pionero, Israel está decepcionado por ser asignado a manejar clientes. Un cliente es Derrell Ellerbee, un hombre joven arrestado por asesinato, quién le dice a Israel que está dispuesto a divulgar el paradero del verdadero asesino, Carter "CJ" Johnson, y a atestiguar en contra de él. Israel busca a Salinas para negociar la colaboración eficaz con el Fiscal del distrito. El Fiscal rehúsa su oferta y cuelga a Israel después de que él insultara su antipática contraoferta. Finalmente, no se logra ningún trato y Ellerbee es asesinado como soplón.
En la misma noche, Israel es confrontado por Pierce para deshacerse del caso Ellerbee, entonces es asaltado por un hombre sin techo al que intentó ayudar. Esa situación lo deprime volviéndolo cínico, e ilegalmente utiliza la información que había recibido por parte de Ellerbee para anónimamente recoger los 100.000 dólares de recompensa que el Comité Nacional Armenio de América, nacionalidad del asesinado por Johnson, ofrece por conocer la ubicación de este último. Luego, Israel gasta ese dinero en lujos que consideraba necesarios. Pierce se disculpa ante Israel, declarando que la dedicación de Israel a la justicia le ha conmovido y que está reorganizando la firma para desarrollar un área pro bono dirigida por Roman. Maya llama a Israel para pedirle una cita, donde comparte algunas de sus luchas idealistas y le da las gracias a Israel por inspirarla. El nuevo punto de vista materialista de Roman hace que este se muestre distante ante la visión de Maya.
Pierce llama a Israel para conocer a un nuevo cliente arrestado por asesinato, quien resulta ser Johnson. Johnson le acusa de utilizar información confidencial para recoger el dinero de la recompensa y amenaza a Roman. Israel sufre una crisis que deviene en un proceso judicial en el que él mismo es tanto acusado como acusador debido al uso indebido de información para obtener los 100.000 dólares. Israel devuelve la recompensa, se reconcilia con Maya y Pierce e intenta motivarles para perseguir su sentido interior de justicia. Roman le dice a Pierce que se entregará a la policía por su delito. Cuando Israel empieza a caminar hacia una estación cercana es disparado y asesinado por uno de los sicarios de Johnson.
En el desenlace, Maya es vista renovando sus esfuerzos en el activismo, mientras Pierce termina el escrito de Israel, con sus nombres, intentando continuar sus esfuerzos para reformar el sistema jurídico

## Reparto
- Denzel Washington como Roman J. Israel, Esq.
- Colin Farrell como George Pierce.
- Carmen Ejogo como Maya Alston.
- Shelley Hennig como Olivia Reed.
- Lynda Gravatt como Vernita Wells.
- Amanda Warren como Lynn Jackson (sobrina).
- Hugo Armstrong como Fritz Molinar.
- Sam Gilroy como Connor Novick.
- Tony Plana como Jesse Salinas.
- DeRon Horton como Derrell Ellerbee.
- Amari Cheatom como Carter Johnson.

## Producción
El 25 de agosto de 2016 se reveló que el siguiente trabajo como director de Dan Gilroy sería el proyecto Ciudad Interior, una obra legal del mismo estilo que El veredicto. Gilroy entonces invitó a Denzel Washington a protagonizarla. De esto se informó el 21 de septiembre de 2016 cuando Sony cerró un trato para distribuir la película, con la planificación del rodaje a inicios de marzo de 2017. Los colaboradores de Gilroy en Nightcrawler, el cinematógrafo Robert Elswit y editor John Gilroy, trabajan con él otra vez en el proyecto. El 31 de enero de 2017,  se informó de que Colin Farrell se encontraba en negociaciones para unirse al reparto. El 28 de febrero de 2017, Ashton Sanders se encontraba también en conversaciones para unirse, aunque finalmente no pudo debido a problemas de agenda. En abril 2017, Nazneen Contratista y Joseph David-Jones se unieron al reparto. A mediados de abril de 2017, la Ciudad Interior había empezado filmación en Los Ángeles. En junio de 2017, Carmen Ejogo se unió al reparto como trabajadora por los derechos civiles. El 22 de junio de 2017, la película se rebautizó como Roman J. Israel, Esq.

### Música
James Newton Howard, quien anteriormente había trabajado con Gilroy en Nightcrawler, compuso la música de la película. La grabación fue lanzada como un Sony Clásico.

## Lanzamiento
La película tuvo su premiere mundial en el Festival de cine Internacional de Toronto en septiembre 10, 2017, antes de su lanzamiento comercial en noviembre 17, 2017, inicialmente limitado, por Sony Pictures. Siguiendo su premiere, la película fue re-editada para ajustar su estructura, con una docena de minutos (incluyendo un entero sub-guion) siendo recortado el final, y una escena clave que considera el carácter de Colin Farrell siendo cambiado desde el tercer acto al inicio de la película.

## Recepción

### Taquilla
La película fue un fracaso de taquilla para Washington recuperando solo 13 millones de los 22 millones de dólares de presupuesto. Tomó $61,999 de cuatro teatros en su fin de semana de apertura limitado, con un promedio por sala de $15,500. Luego, se expandió a 1648 salas el miércoles siguiente, junto con los lanzamientos de Coco y El hombre que inventó la Navidad. El proyectado bruto fue de alrededor de $4 millones en sus cinco fines de semana pero acabó debutando con $4,5 millones terminando como el noveno en la taquilla.

### Crítica
En Tomates Podridos, la película tiene un índice de aprobación de 53% basado en 170 revisiones, con un índice promedio de 5.76/10. El consenso crítico del sitio web dice: «Intrigante aunque pesadamente hecho, Romano J. Israel, Esq. hace lo mejor —pero nunca salva vidas— con la actuación magnética de Denzel Washington en el rol principal». En Metacritic, el cual asigna un normalizado valor a revisiones, la película tiene una puntuación media de 58 de 100, basado en 41 críticos, indicando "revisiones mixtas o medianas". Las audiencias encuestadas por CinemaScore dieron a la película un grado mediano de «B» de una escala de A+ a F.
Un crítico de Rolling Stone, Peter Travers, dio a la película 3 de 4 estrellas, alabando a Washington y escribiendo: «De ningún modo su actuación es un truco. Washington cava tan profundo bajo la piel de este carácter tan complejo que casi respiramos con él. Es un grande, actuación merecedora de premios en una película que apenas lo puede contener». Richard Roeper del Chicago Sun-Times dio a la película 2 de 4 estrellas. También destacó a Washington, pero criticó la narrativa, diciendo: «Roman J. Israel, Esq. tiene partes de intriga, y el equipo de escritor y director, Gilroy y Washington, han creado un personaje dramático prometedor. Lo malo, es que nunca conseguimos ver completamente la entrega de aquella promesa».
En su revisión para Empire, Simon Braund resumió los motivos políticos en la película vista como el thriller legal, y declara: «Esto (el idealismo de Roman) ilustra sucintamente cómo son las posibilidades de Israel Roman en el mundial moderno. Una mente legal brillante, atrapado en el cuerpo de un antisocial, tiene todo el estereotipo de un genio savant. Las habilidades interpersonales de una célula de levadura, sentido de vestido de un profesor de universidad pública de 1973 y una inquebrantable convicción de justicia para el pobre y el desposeído es la causa del valor por el que lucha. A este profundamente antipopular fin, se gastó décadas trabajando duro en las sombras de una firma de ley minúscula, haciendo problema para El Hombre mientras compilaba un vasto, y amplio escrito que espera, un día, su puesto en el sistema legal americano».

### Premios
| Premio                           | Fecha de ceremonia    | Categoría                                      | Nominado(s) y candidato(s) | Resultado | Ref(s) |
| -------------------------------- | --------------------- | ---------------------------------------------- | -------------------------- | --------- | ------ |
| Premios Óscar                    | marzo 4, 2018         | Mejor Actor                                    | Denzel Washington          |           | [ 23 ] |
| Premios Globo de Oro             | enero 7, 2018         | Globo de Oro al mejor actor - Drama            | Denzel Washington          |           | [ 24 ] |
| Premios del Sindicato de Actores | enero 21, 2018        | Premio del Sindicato de Actores al mejor actor | Denzel Washington          |           | [ 25 ] |
| NAACP Premios de imagen          | 15 de enero de 2018   | Actor excepcional en un Cuadro de Movimiento   | Denzel Washington          |           |        |
| Negro Devanar Premios            | 18 de febrero de 2018 | Mejor Actor                                    | Denzel Washington          |           |        |

### En cultura popular
En el episodio de Padre de Familia "Shanksgiving", se hace referencia a la película a través de Cleveland Brown con el papel principal y a través de una parodia.